# Zosterops meyeni
Zosterops meyeni — вид воробьиных птиц из семейства белоглазковых (Zosteropidae). Видовой эпитет присвоен в честь немецкого ботаника Франца Юлиуса Фердинанда Мейена. Выделяют два подвида.

## Распространение
Эндемики северной части Филиппин и двух принадлежащих Тайваню островов — Людао (он же Зелёный остров) и Лань. Живут в субтропических или тропических влажных равнинных лесах.

## Описание
Верхняя сторона тела птицы окрашена в оливково-желто-чёрной гамме. Нижняя сторона при этом беловатая. Вокруг глаза — характерное белое кольцо.

## Охранный статус
МСОП присвоил виду охранный статус LC.